# Shirochanka
Shirochanka (del ruso: Широча́нка) es un posiólok del raión de Yeisk del krai de Krasnodar, en Rusia. Está situado a orillas del limán Yeiski, en el sur del golfo de Taganrog del mar de Azov, en la península de Yeisk, 6 km al sureste del centro de Yeisk y 186 km al noroeste de Krasnodar, la capital del krai. Tenía 6 025 habitantes en 2010.
Es cabeza del municipio rural Shirochánskoye (dentro del ókrug urbano de Yeisk), al que pertenecen asimismo Beregovói, Blizhneyéiski, Bolshelugski, Krasnoflotski, Podbelski y Morskói.

## Historia
Fue fundada por colonos cosacos en 1851. Su nombre deriva del arroyo Shirokói, junto al que fue erigida.

## Transporte
La línea ferroviaria Starominskaya-Yeisk y la carretera Krasnodar-Yeisk pasa por la localidad.